# Thomas Chrön

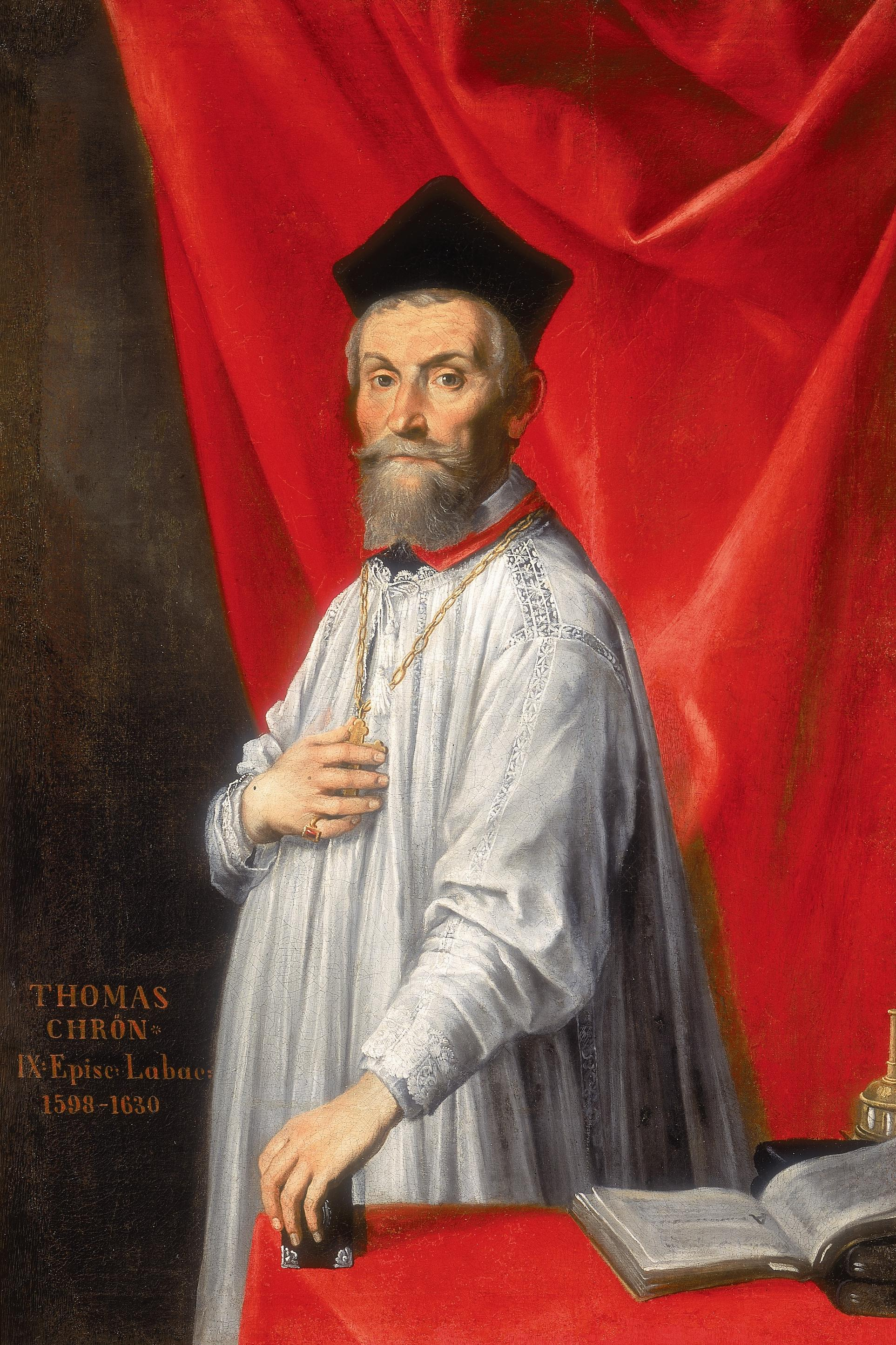
Fürstbischof Thomas Chrön (unbekannter Künstler)

Thomas Chrön, auch Tomaž Hren, (* 13. November 1560 in Laibach; † 10. Februar 1630 in Gornji Grad) war ein slowenischer Geistlicher, römisch-katholischer Fürstbischof von Laibach und Gegenreformator in Krain.

## Werdegang
Thomas Chrön wurde 1560 in Laibach geboren als Sohn des Laibacher Bürgermeisters Lenart Chrön (oder Kren) und seiner Ehefrau Ursula, geb. Žitnik. Nach dem Tod des Vaters übernahm der Bruder der Mutter, der Wiener Hochschulprofessor für Ethik, Gašper Žitnik (Sitnik, Sittnickh) die Verantwortung für die Erziehung des achtjährigen Thomas.
Chrön schrieb sich 1573 an der Jesuitenschule in Graz ein,  wurde 1588 zum Priester geweiht und 1597 zum Fürstbischof von Laibach ernannt. Er war die führende Kraft hinter der Gegenreformation in Krain. Chrön setzte sich jedoch für die Beibehaltung der Bibelübersetzung in die slowenische Sprache von Jurij Dalmatin ein. Er leistete dadurch einen maßgeblichen Beitrag zur Bewahrung ihrer sprachliche und literarische Tradition.
Chrön starb in Gornji Grad, wo er auch begraben wurde. In Ljubljana trägt die Chröngasse (Hrenova ulica) den Namen des Bischofs.